# Силвиан, Дэвид
Дэвид Силвиан (англ. David Sylvian, имя при рождении — Дэвид Алан Бэтт (англ. David Alan Batt); род. 23 февраля 1958, Бекенгем) — британский музыкант, вокалист и автор песен, начинавший карьеру в рок-группе новой волны Japan, затем успешно занялся сольной карьерой, работая над музыкой разных жанров: прогрессивный рок, джаз, электронная музыка, эмбиент. Творчество Сильвиана повлияло на многих музыкантов, включая Duran Duran и Porcupine tree и стало отправной точкой для всей музыки 80х годов.

## Биография

### 1970е-ранние 1980: Japan
Группа «Japan», в состав которой вошли другие музыканты, включая басиста Мика Карна, гитариста Роба Дина, клавишника Ричарда Барбьери и брата Сильвиана Стива Янсена, была группой друзей. В юности они играли музыку, воспринимавшуюся как средство побега, исполняя номера двумя аккордами — иногда с Карном в качестве фронтмена, иногда с Сильвианом на переднем плане. Поклонник New York Dolls, Сильвиан перенял своё сценическое имя у Сильвиана Сильвиана, а его брат назвался Янсеном, вдохновившись именем Дэвида Йохансена.
Они окрестили себя Japan в 1974 году, подписав контракт на запись с Ганзой и облачившись в костюмы в стиле глэм-рока в образе Дэвида Боуи, T.Rex и New York Dolls. За несколько лет их музыка стала более изощрённой, изначально опираясь на стилистику рок-музыки Roxy Music. Их визуальный образ также развивался, и, хотя они носили косметику с момента своего создания в середине 1970-х годов, в начале 1980-х группа неумышленно была помечена лейблом New Romantic. Сами группы оспаривали какую-либо связь с движением «New Romantic», и Сильвиан заявил: «Мне не нравится ассоциироваться с ними. Позиции очень разные». О смысле моды Japan Сильвиан сказал: «Для них [новых романтиков] маскарадный костюм — это просто костюм. Но это наш образ жизни. Мы выглядим и одеваемся так каждый день». В октябре 1981 года в интервью Сильвиан прокомментировал вершину движения «New Romantic» в популярной поп-музыке: «В настоящий момент проходит период, который может заставить нас выглядеть так, как будто мы уже в моде»
Japan выпустили пять студийных альбомов в период с марта 1978 года по ноябрь 1981. В 1980 году группа подписала контракт с Virgin Records, где Сильвиан оставался исполнителем записи в течение следующих двадцати лет. Группа пострадала от личных и творческих столкновений, особенно между Сильвианом и Карном, с напряжением, возникшим из-за отношений Сильвиана с Юкой Фудзии, фотографом, художником и дизайнером, и бывшей девушкой Карна. Фудзии быстро стала влиятельной фигурой в жизни Сильвиана. Она была первой, кто по-серьёзному познакомил Сильвиана с джазом, что, в свою очередь, вдохновило его следовать музыкальным направлениям, что для него ранее были недоступны. Она также призвала Сильвиана включить духовную дисциплину в его повседневную жизнь. На протяжении всей своей сольной карьеры Фудзии играла большую роль в оформлении обложек для его альбомов.
Japan отыграла свои последние концерты в декабре 1982 года, прежде чем распалась.

### 1980е-1990е: Сольная карьера
В 1982 году Сильвиан выпустил свою первую совместную работу с Рюичи Сакамото под названием «Bamboo Houses/Bamboo Music». Он также работал с Сакамото над песней британского Top-20 «Forbidden Colors» для фильма Нагиша Осима 1983 года «Счастливого Рождества, мистер Лоуренс». Тем не менее, первый вклад Сакамото в работу Сильвиана был соавторством «Taking Islands in Africa» в альбоме Japan Gentlemen Take Polaroids (1980).
Дебютный сольный альбом Сильвиана, Brilliant Trees (1984), включал в себя материалы Сакамото, трубача Джона Хасселла и бывшего басиста «Can» Хольгера Чукая. Альбом был включён в топ-20 лучших синглов Великобритании «Red Guitar».
В 1985 году Сильвиан выпустил инструментальный EP Words with the Shaman в сотрудничестве с Янсеном, Хасселлом и Чукаем — запись, которая, когда переиздалась в том же году, что и полноформатный альбом Alchemy: The Index of Possibilities, включала в себя добавление «Steel Cathedrals», саундтрек к его видео-релизу с одноимённым названием.
Следующим выпуском был сингл с двумя записями Gone to Earth (1986), в котором была представлена одна запись атмосферных вокальных треков и вторая запись, состоящая из эмбиент-инструменталов. Альбом содержал значительный вклад известных гитаристов Билла Нельсона (ранее из Be-Bop Deluxe) и Роберта Фриппа (из King Crimson), а также ритм-секцию, в которую входили Стив Янсен из Japan на барабанах и Ян Мэйдман из Penguin Cafe Orchestra на басу.
Secrets of the Beehive (1987) более широко использовали акустические инструменты и были музыкально ориентированы на мрачные, эмоциональные баллады, пронизанные струнными аранжировками Рюичи Сакамото и Брайана Гаскойна. Альбом включал одну из самых популярных песен Сильвиана, «Orpheus», а затем последовал его первый концертный тур в качестве сольного исполнителя, 80-дневное мировое турне 1988 года «In Praise of Shamans» с участием Робби Ацето, Ричарда Барбьери, Марка Ишама, Стива Янсена, Йена Мэйдмана и Дэвида Торна.
Никогда не отвечавший коммерческим ожиданиям, Сильвиан сотрудничал с Хольгером Чукаем. Plight and Premonition, выпущенный в 1988 году, и Flux and Mutability, записанный и выпущенный в следующем году, также включали в себя материалы от членов «Can» Яки Либезейта и Майкла Кароли.
Virgin решила завершить 1980-е с выпуском Weatherbox, сложной компоновки в штучной упаковке, состоящей из четырёх предыдущих сольных альбомов Сильвиана.
В 1990 году Сильвиан сотрудничал с художниками Расселом Миллсом и Яном Уолтоном в разработке мультимедийной инсталляции с использованием скульптуры, звука и света под названием Ember Glance — Постоянство памяти. Выставка была организована во временном музее «Космос FGO-Soko» в Токийском заливе, Синагава, Токио.

### 1990e: Rain Tree Crow
В начале 1990-х гитарист Роберт Фрипп пригласил Сильвиана спеть вместе с прогрессивными рок-музыкантами King Crimson. Сильвиан отклонил приглашение, но они с Фриппом записали альбом The First Day, выпущенный в июле 1993 года. Что-то вроде отступления для Сильвиана, альбом соединил философскую лирику Сильвиана с фанк-тренировками и агрессивными рок-стилями во многом в духе King Crimson Фриппа. Чтобы извлечь выгоду из успеха альбома, музыканты отправились в путь осенью 1993 года. Живая запись под названием Damage, выпущенная в 1994 году, была отобрана из финальных шоу тура.
Последнее сотрудничество Сильвиана и Фриппа заключалось в инсталляции «Redemption — Approaching Silence». Выставка проводилась в Центре искусства и окружающей среды P3 в Синдзюку, Токио, и проходила с 30 августа по 18 сентября 1994 года. Сопровождающая музыка была написана Сильвианом, с текстом, написанным и прочитанным Фриппом.
В конце лета 1995 года Сильвиан провёл одиночный сольный тур, который он назвал «Slow Fire — A Personal Retrospective».
Последовал период относительного бездействия в музыке, в течение которого Сильвиан и Ингрид Чавес переехали из Миннесоты в долину Напа. Чавес родила двух дочерей, Амиру-Дайю (родилась в 1993 году) и Изобель (родилась в 1997 году), и увлеклась её интересом к фотографии и музыке. Сильвиан и Чавес сейчас в разводе.

### С 1999 по настоящее время
В 1999 году Сильвиан выпустил Dead Bees on a Cake, свой первый сольный альбом со времён Secrets of the Beehive 12 годами ранее. Альбом собрал воедино самые эклектичные влияния всех его записей: от соул-музыки до джазового фьюжна и блюза до восточно-настроенных духовных песнопений, и большинство текстов песен отражало внутреннее спокойствие 41-летнего Сильвиана, возникшее в результате его брака, семьи и убеждений. Среди приглашённых музыкантов были давний друг Рюичи Сакамото, классически обученный исполнитель табла Талвин Сингх, гитарист-авангардист Марк Рибо, джазовый трубач Кенни Уилер и современный джазовый гитарист Билл Фризелл. В 2010 году Сильвиан сказал: «С начала 80-х я был заинтересован в деконструкции привычных форм популярной песни, в сохранении структуры, но в удалении опор поддержки. Моя работа постоянно возвращается к этому вопросу: какую часть структуры ты можешь убрать, все ещё будучи в состоянии определить, что, в конце концов, знакомая форма?»
Вслед за Dead Bees Сильвиан выпустил 2 сборника на Virgin Records, ретроспективу с двумя дисками «Everything and Nothing» и инструментальную коллекцию Camphor. Оба альбома содержали ранее выпущенный материал, некоторые ремиксы и несколько новых или ранее не выпущенных треков, которые Сильвиан закончил специально для проектов.
Сильвиан покинул Virgin Records и основал собственный независимый лейбл Samadhi Sound. Он выпустил альбом Blemish. Слияние стилей, включая джаз и электронику, позволило Сильвиану исполнить музыку из проекта «Nine Horses», а также различные подборки из своего бэк-каталога. Blemish включал материалы от Кристиана Феннеса и Дерека Бейли. Сильвиан использовал другой подход с этим альбомом. Он сказал о своём процессе: «С Blemish я начинал каждый день в студии с очень простой импровизации на гитаре. После записи я слушал и использовал реплики из импровизации — динамические и так далее — чтобы диктовать структуру, я бы написал текст и мелодию на месте, а потом записал вокал».
Новый сольный альбом под названием Manafon был выпущен 14 сентября 2009 года в двух выпусках — обычном выпуске CD / digipak и роскошном издании с двумя бокс-сетами, с двумя книгами, которые включают CD и DVD с фильмом «Amplified Gesture». В Manafon участвуют ведущие деятели электроакустической импровизации, такие как саксофонист Эван Паркер, мультиинструменталист Отомо Ёсихидэ, ноутбук + гитарист Кристиан Феннез, двойной басист Полвексела Вернер Дафельдекер и виолончелист Майкл Мозер, специалист по синеволам Сашико М и выпускник AMM, гитарист-выпускник Китси Роу, гитарист выпускников AMM Кит Роy, перкуссионист Эдди Прево и пианист Джон Тилбери. В 2010 году Сильвиан рассказал о Манафоне и сказал:
«То, что случилось с Манафоном, говорило о том, что работа оставила меня. Когда я писал и разрабатывал материал, дух, скрепляющий все эти разрозненные элементы, просто покинул меня. Я на мгновение сидел ошеломлённым и затем понял: все кончено; все так, насколько возможно… В некотором смысле, я неуклонно работал над Манафоном, когда был молодым человеком, слушал Штокхаузена и занимался деконструкцией поп-песни. Говоря это, я не думаю, что мы развиваемся только как артисты, практикующие в выбранных нами областях. Для меня это означало исследование интуитивных состояний с помощью медитации и других смежных дисциплин, которые, как я больше наблюдал за игроками со свободной импровизацией в работе, казались крайне важными для обеспечения возможности присутствия в данный момент, постоянной бдительности и восприимчивости.»
В 2010 году Сильвиан выпустил сборник своих совместных работ с музыкантами за последние 10 лет — в состав Sleepwalkers входят песни с Рюичи Сакамото, Tweaker, Nine Horses, Стивом Янсеном, Кристианом Феннесом и Арве Хенриксеном. Также включены несколько новых песен, таких как Sleepwalkers, которая написана совместно с барабанщиком Мартином Брандлмайром из Radian и Polwechsel.
В 2011 году двойной диск Died in the Wool был выпущен в качестве вариаций релиза Manafon 2009 года с добавлением шести новых произведений, включая совместную работу с композитором Даи Фудзикурой, продюсерами Яном Бaнгом и Эриком Оноре, а также реестром современных музыкантов и импровизаторов. Впервые на компакт-диске доступен стерео микс аудиоинсталляции «When We Return You Won’t Recognise Us», объединяющей группу импровизаторов — Джона Батчера, Арве Хенриксена, Гюнтера Мюллера, Тосимару Накамура и Эдди Превоста — со струнным секстетом режиссёра Фудзикуры.
Также в 2011 году Сильвиан выступал в качестве художника в резиденции на фестивале Punkt в Норвегии. В дополнение к управлению событиями фестиваля, Сильвиан исполнил обе композиции из альбома Plight & Premonition Хольгера Чукая, при поддержке Джона Тилбери, Яна Бана, Филиппа Джека, Эйвинда Арсета, Эрика Оноре и Арве Хенриксена. Положительный приём привёл к тому, что в 2012 году было принято решение гастролировать по всей Европе. В турне Implausible Beauty приняли участие такие музыканты, как Ян Банг, гитарист Эйвинд Аарсет, пианист Себастьян Лексер, виолончелист Хильдур Гуднадоттир и трубач Гуннар Халле. Тур был отменён в конце января 2012 года из-за проблем со здоровьем у Сильвиана.
В 2013 году Сильвиан выпустил «You Know Me Now?», Одноразовый пресс-релиз, выпущенный с новой версией «Where’s Your Gravity?».
В 2014 году Сильвиан выпустил «There’s a Light That Enters Houses with No Other House in Sight», композицию в форме с участием Кристиана Феннеса и Джона Тилбери, в которой прозвучало устное выступление американского поэта, получившего Пулитцеровскую премию, Франца Райта, отрывки из собственного сочинения Райта Киндертотенвальда.
В 2015 году Сильвиан выпустил «The Schoolhouse with Confront Recordings» в двух ограниченных выпусках. Релиз, 15-минутная композиция, был составлен на основе импровизаций Сильвиана и Яна Банга — с участием Отомо Ёсихиде и Тосимару Накамура — и был записан в школе в Норвегии. Сильвиан снова сотрудничал с Confront Recordings в 2017 году, с Марком Уэстеллом (который управляет Confront Recordings) и Родри Дэвисом для первого выпуска серии Confront Core, No Is Love. Композиция в длинной версии была создана с использованием ранее записанных материалов и содержит текст из книги Бернарда-Мари Колтес «Koltès’s In the Solitude of Cotton Fields».

## Семья
- Отец — Бернард Бэтт
- Мать — Шейла Бэтт
- Старшая сестра — ? — (род. ?)[6][7]
- Младший брат — Стив Джансен (наст. имя — Стивен Иэн Бэтт; род. 1959)
- Жена (1992—2005) — Ингрид Джулия Чавес[англ.] — (род. 1965)
  - Дочь — Амира Силвиан (род. 1993)
  - Дочь — Изобель Силвиан (род. 1997)

## Дискография
| - Adolescent Sex (1978 г.) - Obscure Alternatives (1978 г.) - Quiet Life (1979 г.) - Gentlemen Take Polaroids (1980 г.) - Tin Drum (1981 г.) - Rain Tree Crow записан в том же составе что и Japan (1991 г.) - Snow Borne Sorrow (2005 г.) - Money for All (2007 г.) | - Brilliant Trees (1984 г.) - Alchemy: An Index of Possibilities (1985 г.) - Gone to Earth (1986 г.) - Secrets of the Beehive (1987 г.) - Dead Bees on a Cake (1999 г.) - Blemish (2003 г.) - When Loud Weather Buffeted Naoshima (2007 г.) - Manafon (2009 г.) - There's a Light That Enters Houses with No Other House in Sight (2014 г.) |